# Teboho Mokoena (ur. 1997)
Teboho Mokoena (ur. 24 stycznia 1997 w Bethlehem) – południowoafrykański piłkarz, występujący na pozycji pomocnika w południowoafrykańskim klubie Mamelodi Sundowns oraz w reprezentacji Południowej Afryki. Brązowy medalista Pucharu Narodów Afryki 2023.

## Statystyki

### Klubowe
Na podstawie:
| Klub              | Sezonów | Liga                  | Liga  | Liga   | Puchar krajowy | Puchar krajowy | Kontynentalne | Kontynentalne | Suma  | Suma   |
| Klub              | Sezonów | Liga                  | Mecze | Bramki | Mecze          | Bramki         | Mecze         | Bramki        | Mecze | Bramki |
| ----------------- | ------- | --------------------- | ----- | ------ | -------------- | -------------- | ------------- | ------------- | ----- | ------ |
| Supersport United | 6       | Premier Soccer League | 127   | 15     | 25             | 1              | 15            | 1             | 167   | 17     |
| Mamelodi Sundowns | 3       | Premier Soccer League | 42    | 2      | 10             | 0              | 27            | 4             | 52    | 6      |
|                   | Łącznie | Łącznie               | 169   | 17     | 35             | 1              | 42            | 5             | 246   | 23     |

### Reprezentacyjne
Na podstawie:
| Mecze i gole w reprezentacji podczas Pucharu Narodów Afryki 2023 | Mecze i gole w reprezentacji podczas Pucharu Narodów Afryki 2023 | Mecze i gole w reprezentacji podczas Pucharu Narodów Afryki 2023 | Mecze i gole w reprezentacji podczas Pucharu Narodów Afryki 2023 | Mecze i gole w reprezentacji podczas Pucharu Narodów Afryki 2023 | Mecze i gole w reprezentacji podczas Pucharu Narodów Afryki 2023 | Mecze i gole w reprezentacji podczas Pucharu Narodów Afryki 2023 | Mecze i gole w reprezentacji podczas Pucharu Narodów Afryki 2023 |
| Lp.                                                              | Data                                                             | Miasto                                                           | Przeciwnik                                                       | Wynik                                                            | Gole                                                             | Inne                                                             | Faza rozgrywek                                                   |
| ---------------------------------------------------------------- | ---------------------------------------------------------------- | ---------------------------------------------------------------- | ---------------------------------------------------------------- | ---------------------------------------------------------------- | ---------------------------------------------------------------- | ---------------------------------------------------------------- | ---------------------------------------------------------------- |
| 1.                                                               | 16.01.2024                                                       | Korhogo                                                          | Mali                                                             | 0:2 (0:0)                                                        |                                                                  |                                                                  | Faza grupowa                                                     |
| 2.                                                               | 21.01.2024                                                       | Korhogo                                                          | Namibia                                                          | 4:0 (3:0)                                                        |                                                                  | asysta                                                           | Faza grupowa                                                     |
| 3.                                                               | 24.01.2024                                                       | Korhogo                                                          | Tunezja                                                          | 0:0 (0:0)                                                        |                                                                  |                                                                  | Faza grupowa                                                     |
| 4.                                                               | 30.01.2024                                                       | San Pédro                                                        | Maroko                                                           | 2:0 (0:0)                                                        | 90+5'                                                            |                                                                  | 1/8 finału                                                       |
| 5.                                                               | 03.02.2024                                                       | Jamusukro                                                        | Republika Zielonego Przylądka                                    | 0:0 (k. 2:1)                                                     |                                                                  |                                                                  | Ćwierćfinał                                                      |
| 6.                                                               | 07.02.2024                                                       | Bouaké                                                           | Nigeria                                                          | 1:1 (k. 2:4)                                                     | 90'                                                              |                                                                  | Półfinał                                                         |
| 7.                                                               | 10.02.2024                                                       | Abidżan                                                          | Demokratyczna Republika Konga                                    | 0:0 (k. 6:5)                                                     |                                                                  |                                                                  | Mecz o 3. miejsce                                                |

## Sukcesy
Na podstawie:

### Klubowe
- Mistrz Południowej Afryki 2021/22, 2022/23
- African Football League 2023/24